# Auriac-Lagast
Auriac-Lagast é uma comuna francesa na região administrativa de Occitânia, no departamento de Aveyron. Estende-se por uma área de 30,76 km². Em 2010 a comuna tinha 232 habitantes (densidade: 7,5 hab./km²).